# Ilja Šoškić
Ilja Šoškić (ur. 1937) – czarnogórski lekkoatleta, młociarz.

## Rekordy życiowe
- Rzut młotem – 57,89 (1962) rekord Czarnogóry[1]